# Oviedo-Glockenblume
Die Oviedo-Glockenblume (Campanula arvatica) ist eine Pflanzenart aus der Gattung der Glockenblumen (Campanula) in der Familie der Glockenblumengewächse (Campanulaceae). 

## Beschreibung
Die Oviedo-Glockenblume ist eine polsterbildende ausdauernde Pflanze, die verzweigt oder behaart sein kann. Sie bildet ein dickes, unregelmäßiges Rhizom, an dem Überreste abgestorbener Blätter und Blattstiele stehen. Die Stängel werden bis zu 20 cm hoch. Die Laubblätter sind bis zu 8 mm lang, eiförmig, gezähnt und gestielt. Die oberen Stängelblätter sind etwas kleiner, aufsitzend oder nahezu aufsitzend.
Die Krone ist 12 bis 25 mm lang, radförmig oder breit trichterförmig, blass blau oder violett.
Die Früchte sind etwa 4 mm lange Kapseln, die wirbelförmig sind und sich über Poren an den Seiten öffnen.

## Vorkommen und Standorte
Die Art ist im Nordwesten Spaniens verbreitet. Sie wächst dort im Gebirge auf kalkhaltigen Böden.

## Taxonomie und Systematik
Die Oviedo-Glockenblume wurde 1805 von Mariano Lagasca y Segura in Variedades de Ciencias, Literatura y Artes Band 2 Teil 4 Seite 40 als Campanula arvatica erstbeschrieben.  
Man kann zwei Unterarten unterscheiden:
- Campanula arvatica subsp. adsurgens (Leresche & Levier) Damboldt (Syn.: Campanula adsurgens Leresche & Levier): Sie kommt im Spanien im südwestlichen Provinz León vor.[1]
- Campanula arvatica subsp. arvatica: Sie kommt in der Cordillera Cantabrica vor.[1]